# 唐記包點

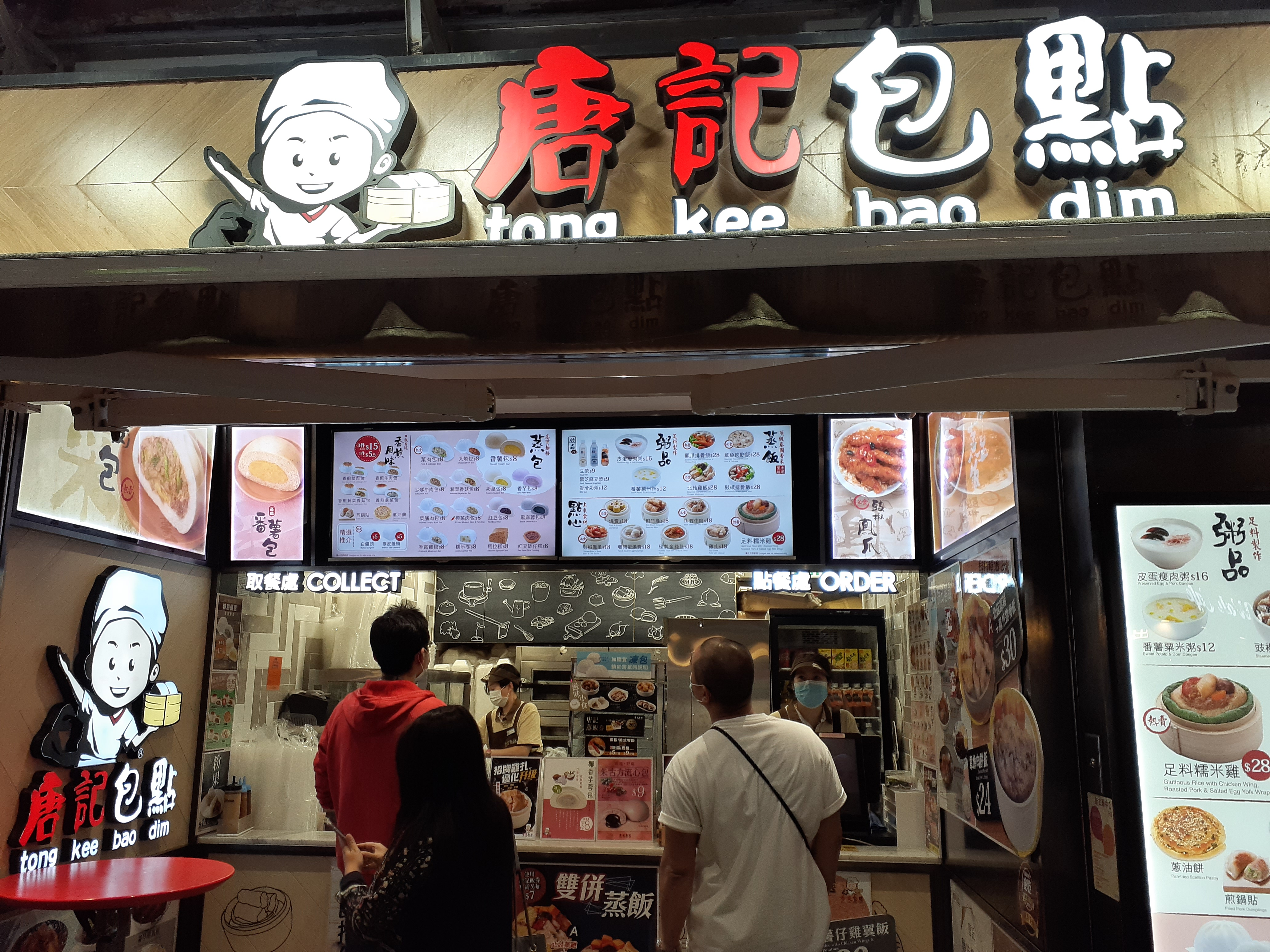
唐記包點位於尖沙咀新文華中心分店

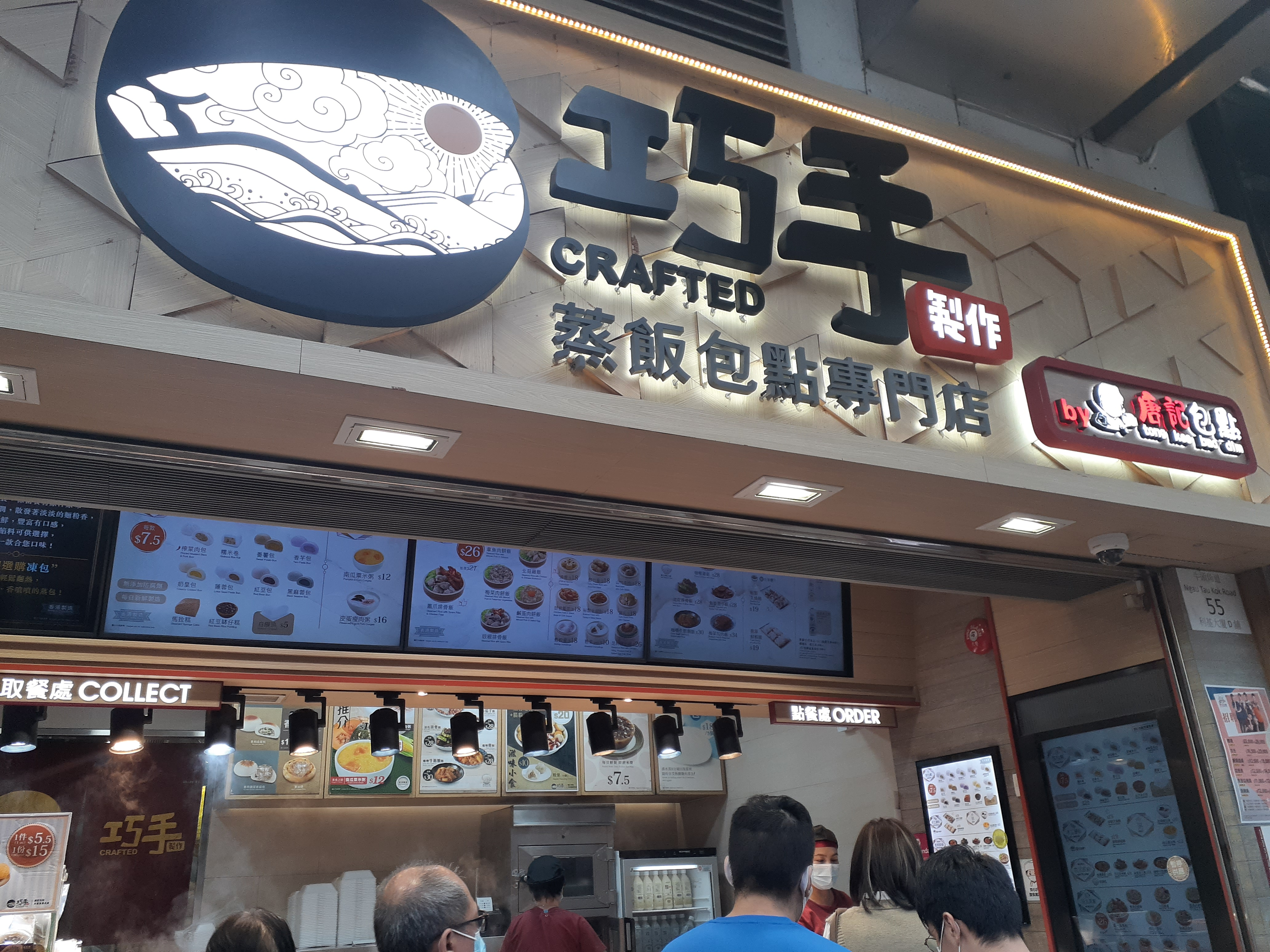
旗下的（巧手製作）位於牛頭角道分店

唐記包點（英語：Tong Kee Bao Dim），於2007年成立，開創人為唐浩霖（英語：Tong Ho Lam ） 
，為祖遇唐控股有限公司（J&D Holdings Limited）旗下的品牌，是香港中式包點、點心、原盅蒸飯的連鎖店。其總部設於觀塘開聯工業中心，截至2017年全港店舖數量為29間，多間設於港鐵車站之內，部份分店為唐包點。。2017年並增設旗下的巧手製作蒸飯包點專門店。